# 明皇陵
明皇陵是明朝开国皇帝朱元璋从龙凤十二年（1366年）到洪武十二年（1379年）为其父（淳皇帝朱世珍）、母（淳皇后）修建的陵墓，位于凤阳县城南七公里处。其中，《大明皇陵之碑》是研究朱元璋家世的重要史料。文化大革命期间，陵内石碑、石人石馬以及皇城均遭损毁。1982年起开始修缮，被中华人民共和国国务院列为全国重点文物保护单位。

無字碑
大明皇陵之碑
陵丘前重設的石牌位與五供石

## 皇陵石刻
皇陵石刻分布于砖城北明楼至内皇城金门间的神道两侧，自北向南依次为麒麟2对、狮子8对、望柱2对、马及把马官2组、虎4对、羊4对、文官2对、武将2对、内侍2对，共28对，其始建不晚于洪武二年（1369年）二月。

麒麟
望柱
马及把马官
虎
文官
武官
內侍

## 外部連結
- 维基共享资源上的相關多媒體資源：明皇陵